# Stuwmeer van Grand Bank
Het stuwmeer van Grand Bank is een stuwmeer in de Canadese provincie Newfoundland en Labrador. Het bevindt zich op het schiereiland Burin, in het zuiden van het eiland Newfoundland. Het waterreservoir doet dienst als noodvoorraad voor Grand Bank, een van de grootste gemeenten op het schiereiland.

## Ligging en omschrijving
Het waterreservoir is ontstaan door de bouw van de Grand Bank Dam op de loop van de rivier Grand Bank Brook. Deze stuwdam ligt een kilometer ten zuiden van het dorpscentrum van Grand Bank. Het stuwmeer zelf ligt in het dal van de voornoemde rivier en is ongeveer 650 m lang en 150 m breed. Het heeft een oppervlakte van 7,5 hectare.
Het stuwmeer en de dam zijn bereikbaar via een grindweg en worden ook aangedaan door een wandelpad, namelijk de Grand Bank Nature Trail. Er is een vistrap voorzien zodat vissen tijdens hun paaitrek stroomopwaarts voorbij de dam kunnen zwemmen.

## Geschiedenis en gebruik
Het stuwmeer werd begin jaren 1970 aangelegd om leidingwater te voorzien voor de gemeente Grand Bank. Het was ongeveer veertig jaar lang effectief in gebruik als bron van het water van dat dorp.
Door de veroudering van de dam en bijhorende systemen was er vanaf de vroege 21e eeuw echter veel silt in het water en was er ook veel lekkage. Sinds 2011 is het daarom zo dat Grand Bank leidingwater ontvangt uit de twee stuwmeren van de buurgemeente Fortune.
Het water in het stuwmeer van Grand Bank blijft wel nog van belang als noodopslag. Het gemeentebestuur van Fortune behoudt in bovengenoemd akkoord immers het recht om Grand Bank van het net af te sluiten in periodes van ernstige droogte. Dit gebeurde voor het eerst in september 2014 en opnieuw in de zomer van 2017. In zulke periodes wordt het water van het stuwmeer van Grand Bank tijdelijk opnieuw in gebruik genomen.